# Lucía Rodríguez de Ves
Lucía Rodríguez de Ves   (Villena, 8 d'agost de 1996), coneguda pel nom encobert María Peres, és una agent de policia valenciana, membre del cos de Policia espanyola. Es descobrí i delatà que s'havia infiltrat en moviments antifeixistes i antirepressius madrilenys, com el Movimiento Antirrepresivo de Madrid (MAR Madrid) i Distrito 104, entre el maig del 2020 i la tardor del 2023. Havia estudiat les oposicions a policia a l'acadèmia INOPOL d'Alacant i les aprovà el 14 de maig de 2018, tal com feia constar la resolució corresponent de la Direcció General de la Policia.

## Infiltració en moviments socials
Oficialment, Rodríguez de Ves viatjà d'Alacant a Madrid a finals de l'estiu de 2020 per a estudiar una carrera a la UNED i treballar com a cuidadora per una dona anciana. Però ben aviat va aconseguir introduir-se en almenys dos moviments socials de la capital espanyola i s'oferí constantment per assistir a tota mena d'actes i accions de protesta al llarg de quasi tres anys; també passejà per nombroses centres socials i seus polítiques. La seva infiltració començà inscrivint-se al gimnàs "La Fábrika" de Vallecas el setembre de 2020, i d'allà saltaria al col·lectiu Distrito 104 i d'aquest col·lectiu a MAR, on rellevaria a Sergio Gigirey Amado, un altre policia infiltrat el setembre de 2023. A través del canal de Telegram creat pel col·lectiu Distrito 104 s'assabentà d'una convocatòria de manifestació antifeixista el 20 de novembre d'aquell any 2020 i seria la seva primera aparició en accions al carrer.
Les primeres sospites de la infiltració d'aquella noia presentada com a María Lucía Peres aparegueren per la seva alta disponibilitat per participar en actes i accions; cada setmana sens falta es presentà a les reunions de la Coordinadora Antifeixista i a MAR Madrid, tot i no demostrar cap passat activista ni militància històrica, ni tampoc tenir coneixements interns sobre el moviment antifeixista. Demostrà una formació nul·la en política i activisme. També desconeixia conceptes i codis comunicatius com 1312 i ACAB per referir-se al lema all cops are bastards (en català, «tots els policies són uns malparits») o «porcs» per referir-se als neonazis, o que desconegués la trajectòria de bandes musicals de l'escena antifeixista com Los Chikos del Maíz.
A causa de la seva participació més activa en els col·lectius antifeixistes des de principis de 2021 i un cop ja militant de Distrito 104, el setembre de 2022 començà a integrar-se com a militant en l'àmbit individual també a MAR Madrid. Això li feu accedir a espais socials com la Atalaya de Vallecas, la EKO de Carabanchel, la Traba i la Ferroviaria, i també La Ingobernable a Madrid, La Casika de Móstoles i fins i tot algunes seus del Partit Comunista. Amb aquests grups participà en diverses accions dels col·lectius com pintades de parets, tenyir una font de vermell o ser part activa en els disturbis que enfrontaren la Policia i els manifestants durant les protestes per l'empresonament de Pablo Hasél. No arribà, emperò, a aconseguir cap mena de detenció dins d'aquests col·lectius que justifiqués la seva tasca d'infiltració.
El 7 de juny de 2022 saltà la notícia que diversos agents de la policia espanyola s'havien infiltrat en moviments socials a Madrid i Catalunya, entre els quals el mateix moviment MAR Madrid, cosa que feu posar en alerta els diversos grups d'activistes antifeixistes i que comencessin a compartir sospites. Per exemple el gimnàs la Fábrika declarà que els havia sorprès com Rodríguez de Ves ja tenia coneixements previs de defensa personal abans d'accedir al gimnàs, i que sabia com clavar cops, a més de tenir una qualitat en els moviments poc habitual per una persona que tot just començava. També comentaren que l'agent infiltrada marxava aviat de les assemblees posant-hi qualsevol excusa, com per exemple dient que havia d'estudiar català, així que les organitzacions com MAR Madrid començaren a establir precaucions com per exemple deixar els punts més importants i compromesos pel final de l'ordre del dia i que ella no n'estigués informada.
Poques setmanes després, Rodríguez de Ves aparegué de nou coincidint per casualitat amb un company de militància a Madrid. I davant aquesta trobada fortuïta, tres dies després abandonaria el col·lectiu Distrito 104, acomiadant-se també de MAR Madrid i dient que tenia la sensació que tothom pensava que era una policia infiltrada, arribant fins i tot a dir que deixava que li consultessin el telèfon mòbil, cosa que els col·lectius declinaren i deixaren passar l'ocasió. No seria fins al març de 2023 que les sospites augmentaren en comprovar com un pagament amb Bizum fet per aquesta indicava un nom diferent del que havia donat fins llavors, descobrint que tenia perfils a les xarxes socials on apareixia amb la cara tapada amb mascareta o d'esquena. El seu telèfon llavors deixà d'establir to de trucada quan es feien trucades des dels números dels seus excompanys de militància, però si es trucava des d'un altre número hi responia un home parlant en àrab. Un temps després el número de telèfon de l'agent infiltrada deixà d'operar del tot.
Aquell mes de març de 2023, Lucía es matriculà a la UNED amb una identitat real al campus sud de Getafe, en què, entre altres graus, hi ha el de Criminologia i Dret. Mesos després es produí la seva última aparició pública com a militant a la concentració convocada el setembre de 2023, quan es conegué la infiltració del seu predecessor, Sergio Gigirey Amado. Llavors comunicà que se'n tornava a «la seva terra per temes de feina», quan afirmà que la senyora que deia cuidar resultà que havia estat ingressada a l'hospital i ella se n'havia de tornar a Oriola uns dies.

## Agents de policia relacionats
- Maria Isern Torres
- Carlos Pérez Moreno
- Daniel Hermoso Pérez
- Ignacio José Enseñat Guerra
- Maria Isern Torres
- María Victoria Canillas Sánchez
- Ramón Muñoz Fernández
- Sergio Gigirey Amado
- Álvaro Gaztelu Alcaire